# Општина Идечу де Жос (Муреш)
Идечу де Жос (рум. Ideciu de Jos) општина је у Румунији у округу Муреш.
Oпштина се налази на надморској висини од 549 m.